# Trier (Glockengießerfamilie)

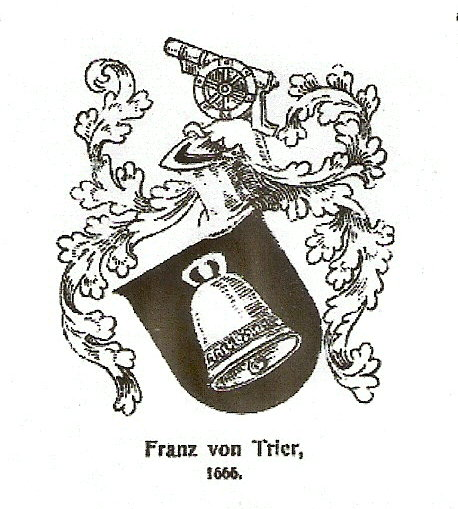
Familienwappen Franz von Trier

Von Trier war der Name einer Glockengießerfamilie die vom 15. bis Anfang des 18. Jahrhunderts besonders in Aachen sowie im Rheinland und in der ehemaligen Republik der Vereinigten Niederlande tätig war.

## Familiengeschichte
Die Herkunft der Familie sowie die verwandtschaftlichen Zusammenhänge sind genealogisch nicht eindeutig geklärt, der Name lässt aber vermuten, dass sie ursprünglich aus dem Raum Trier stammt. Ebenso scheint es gemäß genealogischer Recherchen von Hermann Friedrich Macco eine weitere Familie namens von Trier gegeben zu haben, abstammend von einem Wilhelm von Trier aus Köln, welche aber nicht als Glockengießer in Erscheinung trat, sondern nach Antwerpen wechselte, wo Mitglieder der Familie laut Unterlagen als Schöffen und Verleger erwähnt wurden. Somit liegt die Vermutung nahe, dass die in den Quellen genannten Glockengießer namens von Trier von einem gemeinsamen Stammvater abstammen, der Mitte des 14. Jahrhunderts gemäß einigen Quellen ebenfalls aus den Niederlanden kommend nach Aachen gezogen war. Seit dieser Zeit wurden in Aachen Angehörige der Familie erstmals als Glockengießer urkundlich erwähnt und in den Kirchenbüchern vermerkt. Dabei ist es durchaus möglich, dass einzelne Familienangehörige erst Jahrzehnte später nach Aachen kamen, nachdem sie vorher in Orten entlang des Rheins tätig waren. Auch der gehäufte Gebrauch der Vornamen Peter, Heinrich, und Johann sowie die Anbringung eines gemeinsamen Wappens als Gravur auf ihren Glocken deuten auf verwandtschaftliche Beziehungen.
Aachen wurde nun für einen Zeitraum von fast dreihundert Jahren der Hauptsitz eines Großteils dieser Familie, wo sie sich auch recht bald der „Kupferambacht“, der Zunft der Kupferschläger, anschlossen. Ihre gute Arbeit sprach sich schnell herum, so dass sie zahlreiche Aufträge aus dem gesamten Rheinland und der benachbarten Niederlande erhielten, von denen in den Quellen insgesamt mehr als 200 verzeichnet sind. Darüber hinaus übernahmen sie im Auftrag von Grafen und Herzögen allerdings eher seltener auch die Herstellung von Geschützen.
Nachdem die Reformation ab ca. 1530 auch in Aachen allmählich Fuß gefasst hatte, traten einige Familienangehörige dieser neuen Glaubensrichtung an. Da es aber im Rahmen der gleichzeitig aufkeimenden Aachener Religionsunruhen zu gesellschaftlichen Benachteiligungen für die Konvertierten kam, zogen einige Familienangehörige auf Dauer in die östlichen Niederlande, wo sie bereits bekannt waren und wo sie auch ihre Glaubensrichtung frei ausüben konnten. Dort ließen sie sich besonders in den Orten Nimwegen, Huissen, und Zevenaar im damaligen Herzogtum Geldern nieder, nahmen aber aus den gesamten damaligen Niederlanden Aufträge an.
Etwa zu Beginn des 18. Jahrhunderts scheint die Familie ausgestorben zu sein oder nicht mehr dem Glockengießergewerbe nachgegangen zu sein, da ihr Name in den einschlägigen Glockenbüchern nicht mehr erwähnt wird.

## Glockenanfertigungen (Auswahl)
Einige der imposantesten Glockenanfertigungen und deren Gießer aus der Auflistung in den unten aufgeführten Quellen geben Aufschluss über das weite Verbreitungsgebiet dieser Glockengießerfamilie.
- Von einem Peter I. von Trier wurden angefertigt:
  - Glocke Ad te levavianimam meam in St. Jakob, Aachen 1401
  - Die Paulusglocke in der Hervormde Kerk in Vaals, 1406
  - Eine Glocke im Ort Hoensbroek, 1414
- von einem Johan van Trier ist nur eine im Jahre 1434 gegossene Uhrschlagglocke in St. Gangolf zu Heinsberg bekannt.
- von einem Gregorius I. von Trier, auch genannt Gregorius van Trier und Gorgus von Aichen (womit Aachen gemeint war), tätig zwischen 1483 und 1514, wurden angefertigt:
  - Glocke Ad te levavianimam meam in St. Jakob, 1502[1]
  - 2 Glocken: für St. Michael (Aachen-Burtscheid), 1504, die Michaelglocke[2] und die Sebastianglocke[3]
  - Dionisius-Glocke für Sankt Dionysius in Hürth aus dem Jahr 1509 mit der Inschrift "S. DIONISIUS HEISCHEN ICH, GODDES KYNDER ROYFFEN ICH, DES DYVELS LIST VERDRYVEN ICH. GREGORIUS VAN TRIER GOYS MICH ANNO DOMINI XVCIX".[4]
  - 2 Glocken für St. Peter in Geilenkirchen-Immendorf, 1511
  - sowie Glocken St. Laurentius in Gressenich, für St. Urbanus in Birgden (Gangelt), für St. Nikolaus in Kall und in Oberzier bei Düren
- von einem Johann I. von Trier, tätig zwischen 1507 und 1561, wurden angefertigt:
  - 2 Glocken für St. Dionysius in Frelenberg, 1522
  - Laurentiusglocke für St. Adalbert in Aachen, 1523[5]
  - Marienglocke für St. Lambertus in Erkelenz, 1535
  - Marienglocke und Johannesglocke, auch Predigerglocke genannt, am Aachener Marienstift, 1535
  - sowie ebenfalls Glocken in Gressenich, Oberzier, Düren, für St. Johannes in Adenau und in Tümpelfeld bei Adenau, aber auch in Noorbeek und Bemelen im heutigen Zuid-Limburg

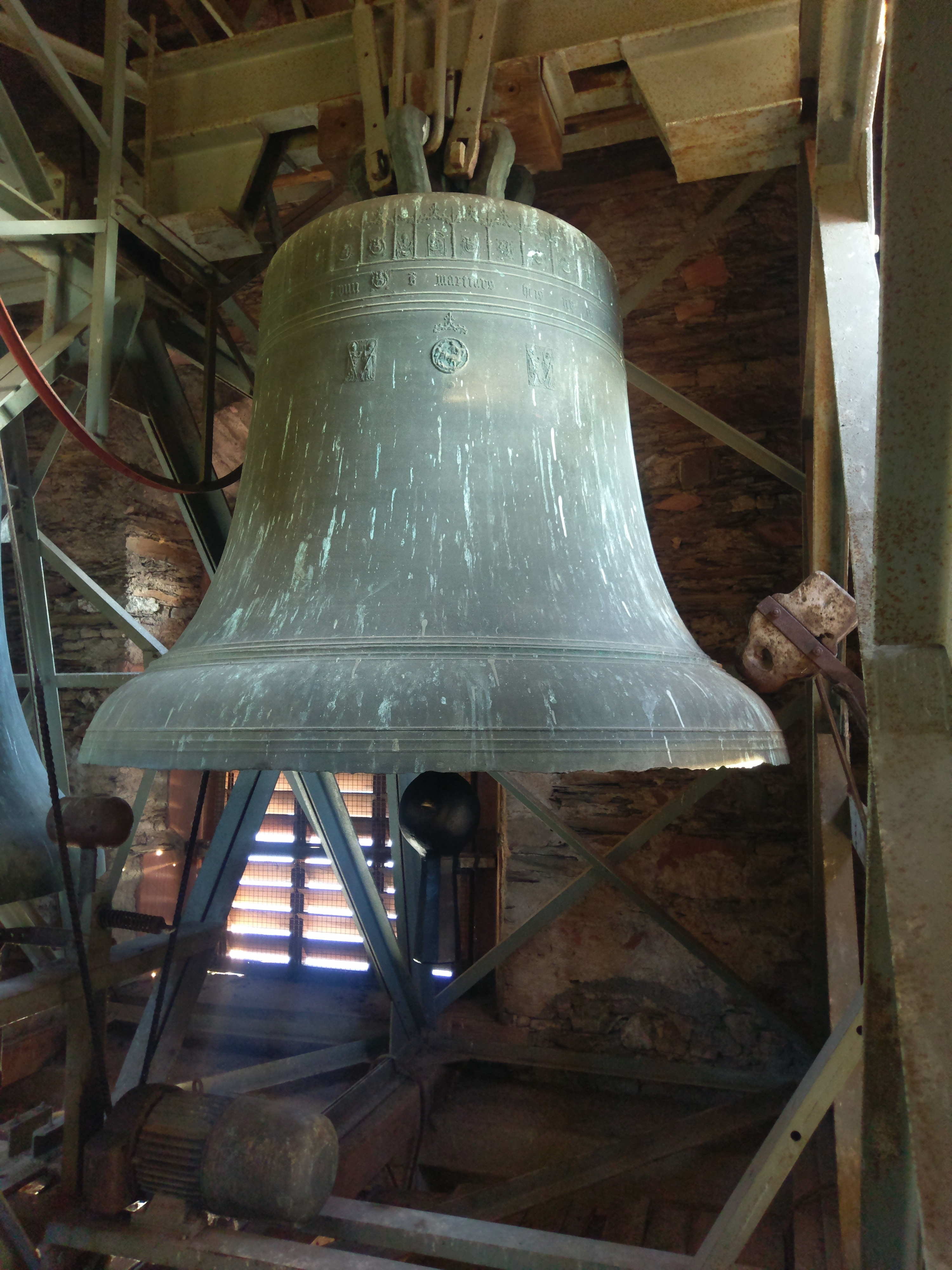
Martinus-Glocke des Heinrich v. Trier in St. Martin, Lorch (Rheingau) (Schlagton: c^{1} / 3000 kg / Ø 1665 mm / Gussjahr 1559)

- von Heinrich I. von Trier, auch Hendrik genannt, geboren um 1520 in Aachen, gestorben um 1598 in Middelburg, aus Glaubensgründen verzogen in die Niederlande, sind angefertigt:
  - Glockenspiel für die Servatiuskirche in Maastricht, ab 1556
  - Martinusglocke für St. Martin in Lorch (Rheingau), 1559
  - Marienglocke und Johannes d. T. - Glocke für St. Antonius (Rauenthal), 1560
  - Glocken für die Stiftskirche St. Martin und St. Severus in Münstermaifeld sowie für eine Kirche in Bornich bei Rüdesheim am Rhein und nach seinem Umzug
  - die Trinitasglocke in der Oude Kerk (Delft), 1570
  - Elf Glocken für die Martinikirche in Groningen, 1577/78
  - Zwei Glocken für die reformierte Kirche der Stadt Gorinchem, 1581, sowie einen Mörser. Als Schmuck gravierte von Trier Porträtmedaillons von Männern und Frauen aus Gorinchem und Arkel sowie die Gemeindewappen ein.
  - Glocke im Dachreiter der Ulrichskapelle bei Schloss Tüschenbroich in Wegberg, gegossen 1587
- Von Gregorius II. von Trier ist auf einer Glockeninschrift Mitte des 16. Jh. nachgewiesen:
  - Johannisglocke St. Martin in Lorch (Rheingau) 1565. Inschrift: „gloria in excelsis deo et in terra pax hominibus bone voluntatis + gregorivs treverensis me fecit anno domini MDLXV.“ (Ehre sei Gott in der Höhe und Friede auf Erden den Menschen die guten Willens sind + Gregorius von Trier machte mich im Jahre des Herrn 1565)
  - eine Glocke für Partenheim in Rheinhessen, 1566
- von Heinrichs Bruder Peter II. von Trier, tätig zwischen 1565 und 1616, aus Glaubensgründen verzogen nach Huissen, wurden angefertigt:
  - Glocken in Helferskirchen bei Montabaur, 1578, für die St. Antoniuskirche in Oberlahr im Landkreis Altenkirchen (Westerwald) und für die katholische Magdalenenkirche in Sonsbeck, 1619, sowie nach seinem Umzug
  - eine Glocke für die Cosmas- und Damianuskirche in Afferden bei Bergen (Limburg), 1616 und Glocken in Helden (Limburg)
- Ein gewisser Peter III. von Trier, wohl eher nicht der Sohn von Peter II., da er zunächst in Aachen tätig war, aber mit Sicherheit Bruder von Johann III. von Trier, verzog später nach Zevenaar und war bis etwa 1664 tätig. Zusammen mit seinem Neffen Franz von Trier goss er unter anderem:
  - die Bronzeschale und die Brunnenfigur des Aachener Karlsbrunnens, 1620, sowie anschließend auf eigenen Namen:
  - mehrere Glocken in Rees am unteren Niederrhein, 1641 und 1646,
  - Glocken für die katholische Kirche im niederländischen Apeldoorn, 1648, und im benachbarten Ede
- Seine Söhne Johann IV. von Trier (* 1616), Peter IV. von Trier (* 1623) und Heinrich II. von Trier (* 1626) scheinen ständig in unterschiedlichen Konstellationen gemeinsame Arbeit gemacht zu haben und waren unter anderem verantwortlich für den Guss folgender Glocken:
  - die große Glocke in Uedemer Ortsteil Keppeln, 1650, sowie für die Laurentiuskirche in Uedem selbst, 1666, die Glocke für St. Aldegundis in Kaarst, 1651, die Glocke für die evangelische Stadtkirche in Dinslaken, 1654, und die Glocke für die evangelische Pfarrkirche im Ortsteil Hörstgen von Kamp-Lintfort.
  - wohl von Peter IV. allein wurden angefertigt: drei Glocken für St. Georg in Haldern bei Rees, 1678, zwei Glocken für St. Mariä Himmelfahrt in Kleve, 1678/79, die große Glocke für die Magdalenenkirche in Geldern, 1680 und eine Glocke für die Abteikirche in Gladbach, 1693
- Bereits genannter Johann III. von Trier, Vater des Franz von Trier, tätig bis etwa 1613, goss unter anderem:
  - Petrusglocke für St. Peter in Aachen, 1582[6]
  - Martinsglocke für St. Martin in Drove, 1597, Inschrift: „Sankt Martinus heiße ich, zum Gottesdienst lade ich ein, Donner, Hagel und Blitz vertreibe ich, Johannes von Trier goss mich, Hans von Degenhart von Weworden und Adam v. Elmpt, beides Herren von Drove, W.K.V.X 1597“
  - sowie Glocken für St. Lambertus in Randerath, für die alte zerstörte Kirchen in Derichsweiler (Düren) und in Kirspenich sowie für die St. Martinuskerk in Tegelen bei Venlo

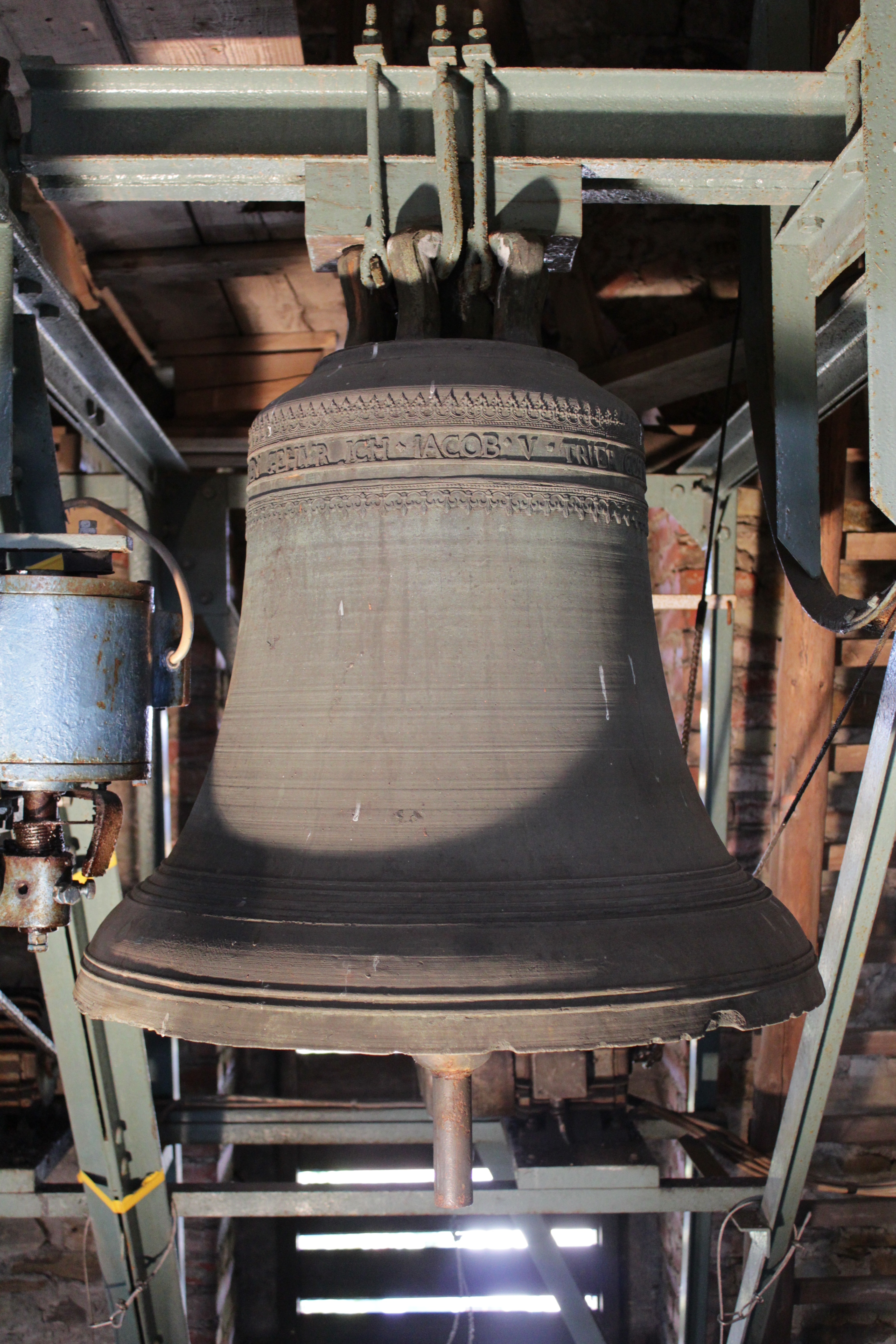
Michaelsglocke von St. Rochus in Wollseifen, derzeit in St. Apollonia in Steckenborn

- Franz von Trier, geboren um 1590 und verstorben nach 1672, Sohn des Johann III. von Trier, und sein Sohn Jakob von Trier, geboren um 1615, arbeiteten meist und äußerst produktiv zusammen und wurden deshalb gemeinsam als Gießer folgender Glocken genannt:
  - Glocke Ad te levavianimam meam in St. Jakob, Aachen, 1644[7]
  - Neuguss der Marienglocke des Aachener Münsters nach dem Stadtbrand von Aachen, 1659
  - mehrere Glocken Veni, creator spiritus, darunter die Karlsglocke, Johann Evangelist, Johann Baptist, Leopardusglocke, Stephanusglocke, Peterglocke und Simeonglocke des Aachener Münsters, 1659
  - Glocke Veni sancte spiritus in St. Johann Baptist, Aachen-Burtscheid, der früheren Abteikirche, 1659
  - Glocke für die Kapelle Maria, Trösterin der Betrübten, in Aachen-Burtscheid, 1672
  - außerhalb Aachens Glocken für St. Martinus im Ort Oidtweiler bei Baesweiler, für die alte Kirche zu Odenkirchen, 1637, für Kirchen in Linnich und Würselen, für St. Maria Schmerzhafte Mutter in Aachen-Hahn, sowie von 1650 an für Kirchen in Konzen und Simmerath, darunter die Michaelsglocke aus dem Jahr 1652, die für St. Rochus in Wollseifen gegossen wurde und in den 1950er-Jahren in die Kirche St. Apollonia in Steckenborn transloziert wurde.
  - Darüber hinaus die Bronzeschale des Aachener Karlsbrunnens, 1620[8]
- Jakob von Trier wiederum goss mit seinem Sohn Christopherus von Trier, getauft am 28. Dezember 1645, nachweisbar bis um das Jahr 1700, die Glocken:
  - Die Bannglocke im niederländischen Stein und eine im benachbarten Urmond, 1688
  - Glocke für St. Katharina in Kettenis/Belgien, 1690
  - Glocken für Düren und der romanischen Kirche in Nideggen, 1700